# Гусний
Гу́сний — село в Україні, у Закарпатській області, Ужгородському районі (до адміністративно-територіальної реформи 2020 р. у Великоберезнянському районі), входить Ставненської сільської громади.

## Географічні дані
Населення — 86 осіб станом на 2001 рік. Розташоване на лівій притоці Гусний річки Уж в гірській долині. Крайнє східне село Лемківщини.

## Історія
Поселення заснував шолтис з переселенцями на початку XVII століття на володіннях ужгородсько-невицької замкової домінії. Згідно з урбарієм 1697 року в Гусному проживала сім'я шолтиса, 5 залежних родин та 18 желярських сімей. У другій половині XVII століття село опустіло. Відновлення життя на поселенні відбулося на початку XVIII століття. У 1715 році в Гусному було взято на податковий облік 13 залежних селянських господарств, у тому числі 11 селянських та 2 желярські. В селі працював водяний млин.

## Населення
Згідно з переписом УРСР 1989 року чисельність наявного населення села становила 107 осіб, з яких 42 чоловіки та 65 жінок.
За переписом населення України 2001 року в селі мешкали 84 особи. 100 % населення вказало своєю рідною мовою українську мову.

## Пам'ятки
Нині в центрі села стоїть дерев'яна церква і дзвіниця класичного бойківського стиля.

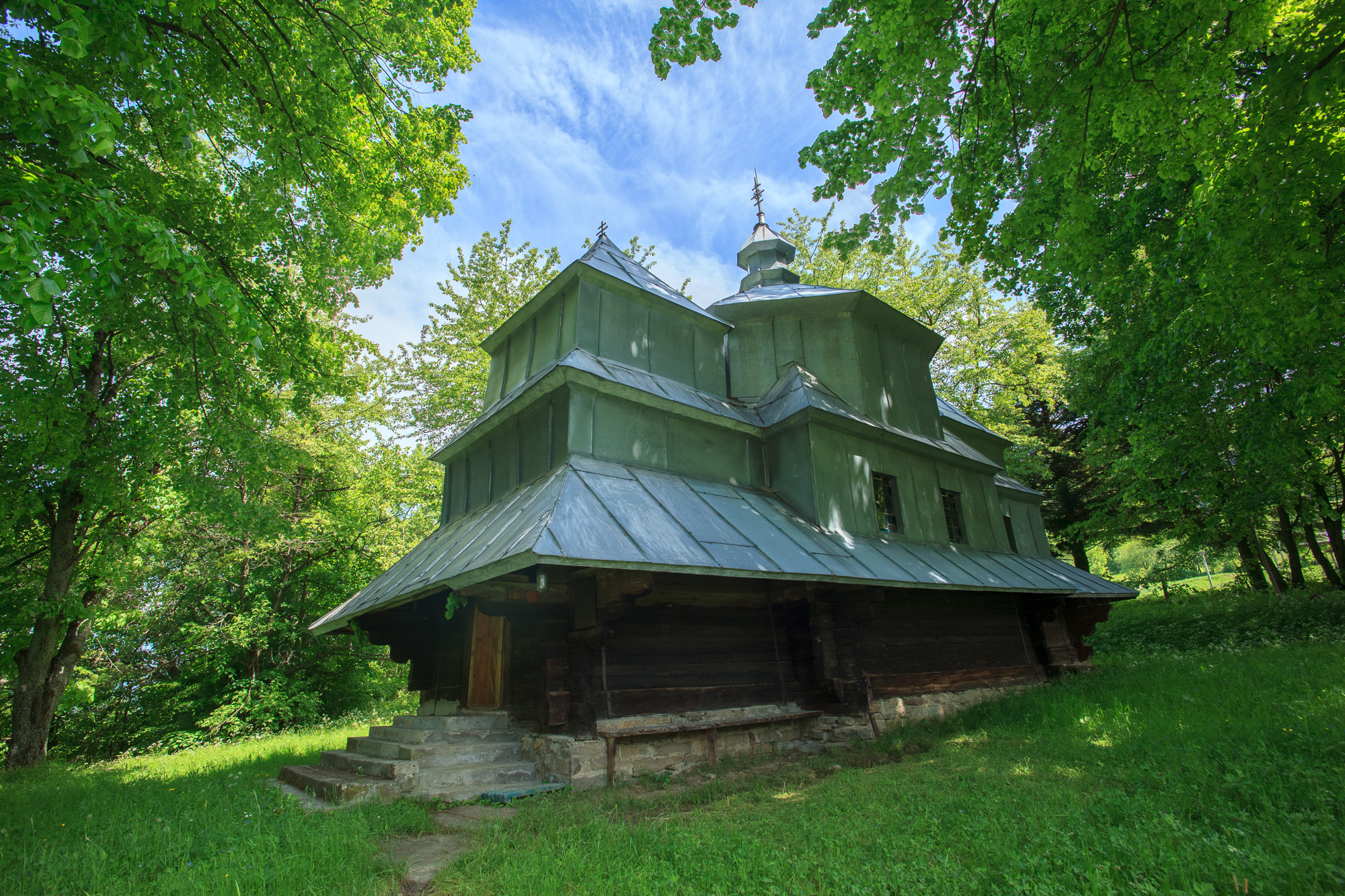
Миколаївська церква (дер.) 1655 р.

Класична бойківська церква стоїть на схилі високої гори і разом з дерев’яною дзвіницею утворює чарівний архітектурний ансамбль на тлі величної гірської панорами. У 1751 р. за пароха Михайла Гарандовича є запис про те, що церква, яка мала всі образи та три дзвони, розвалювалася, і вже приготували дерево на ремонт. Проте сама споруда перебувала в поганому стані, потребувала ремонтних робіт. Для їх виконання були підготовленні дерев'яні матеріали.
Шематизм 1915 р. датує церкву 1759 роком, але це, очевидно, рік ремонту. Форми церкви, збудованої з ялового дерева, прості й компактні. Бічні зруби мають по одному залому і завершені чотирисхилими шатровими дахами. Центральний, квадратний у плані зруб накрито могутнім восьмигранним барабаном під восьмисхилим шатром. Шатро увінчано глухим ліхтарем під маленьким конічним шатриком. Пам’ятку ідеально відреставрували в 1971 – 1972 роках. На жаль, кілька років тому церкву оббили бляхою. Тоді ж перемалювали чудовий іконостас 18 ст. Біля церкви стоїть традиційна верховинська дзвіниця – двоярусна споруда з широким опасанням і чотиригранним шатровим верхом.
За записом Дмитра Топольницького від 4 червня 1676 р., Тріод купив для с Сухого Василь Тастриг, а Євангеліє – сини Павла Касича для гуснянської церкви.
В 1930 році у церкві в селі Гусному священиком був Золтан Шолтес, який був відомим художником на Закарпатті (серед його робіт є зображення дерев'яної церкви в Гусному, у селі збереженні намальовані ним ікони).
Стоїть на схилі в оточенні дерев посеред села, на схід від потоку. Церква тризрубна триверха, зведена з ялинового дерева. Бічні зруби мають по одному злому і завершені чотирисхилими шатровими дахами. Центральний квадратний зруб накрито могутнім восьмигранним барабаном під восьмисхилим шатром. Опирається на кам'яний підмурівок. Немає жодних прибудов. Під опасанням стіни зберегли з відкритих брусів зрубів, над опасанням — оббиті бляхою. Вікна маленьких розмірів, у стінах бабинця їх взагалі нема. В інтер"єрі церкви іконостас з XVIII ст. Дзвіниця дерев'яна двоярусна маленька, розташовується з південного заходу від церкви, нижче по схилу.
Докладніше: Миколаївська церква (Гусний)

## Туристичні місця
- Дерев'яна церква була побудована у 1655 році
- річка Гусний